# 924 a.C.
Il 924 a.C. (CMXXIV a.C. in numeri romani) è un anno  del X secolo a.C.

## Eventi
- Sheshonq C è primo profeta di Amon.
- Sekhemkheperra-setepenra è faraone della XXII dinastia egizia.

## Morti
- Iuput, sacerdote egizio
- Sheshonq I, faraone egizio